# Gospodarstvo Severne Makedonije
Gospodarstvo Severne Makedonije je od osamosvojitve od Jugoslavije 25. septembra 1991 postalo bolj liberalizirano, z izboljšanim poslovnim okoljem, kar je državi odvzelo ključne zaščitene trge in velika transferna plačila iz Beograda. Severna Makedonija je bila pred osamosvojitvijo najrevnejša republika v Jugoslaviji (imela je le 5 % celotne zvezne proizvodnje blaga in storitev). Odsotnost infrastrukture, sankcije Združenih narodov na njenem največjem trgu (Zvezna republika Jugoslavija) in grški gospodarski embargo so ovirali gospodarsko rast do leta 1996.       
Uspešna privatizacija leta 2000 je povečala državne rezerve na več kot 700 milijonov dolarjev. Poleg tega je vodstvo pokazalo stalno zavezanost gospodarski reformi, prosti trgovini in regionalnemu povezovanju. Gospodarstvo lahko zadovolji svoje osnovne potrebe po hrani, premogu in hidroelektrični energiji, vendar je odvisno od zunanjih virov za vso svojo nafto in zemeljski plin ter večino sodobnih strojev in delov. Inflacija se je leta 2000 povečala za 11 %, predvsem zaradi višjih cen nafte, vendar se je inflacija znižala, odkar je bil menjalni tečaj normaliziran, ko je leta 2004 začel veljati stabilizacijsko-pridružitveni sporazum Evropske unije.
Severna Makedonija ima eno največjih stopenj rasti v Evropi s povprečno 4 % (tudi med politično krizo), zaradi česar je primerljiva z državami, kot sta Romunija in Poljska.